# Archivo Histórico de los Movimientos Sociales
El Archivo Histórico de los Movimientos Sociales (por sus siglas AHMS) es un archivo histórico español de titularidad estatal. Pertenece a los Archivos Estatales del Ministerio de Cultura. Está situado en la ciudad de Alcalá de Henares (Comunidad de Madrid - España).

## Historia
El Archivo Histórico de los Movimientos Sociales es uno de los archivos históricos que forman parte del Sistema de Archivos Estatales, bajo la titularidad del Ministerio de Cultura de España. Fue creado en el año 2021. Este archivo se incorpora como el noveno archivo al conjunto de Archivos Estatales, que ya contaba con los siguientes ocho centros: Archivo de la Corona de Aragón (ACA), Archivo General de Simancas (AGS), Archivo General de Indias (AGI), Archivo de la Real Chancillería de Valladolid (ARCHV), Archivo Histórico Nacional (AHN), Archivo General de la Administración (AGA), Archivo Histórico de la Nobleza (AHNOB) y Centro Documental de la Memoria Histórica (CDMH).
Este archivo tiene como objetivo principal custodiar los fondos de diferentes movimientos sociales que han marcado la historia de España y que han dejado testimonios documentales que se deben conservar. Hasta mediados del siglo XX, los movimientos sociales y las protestas populares no fueron objeto de atención por parte de los historiadores ni de otros especialistas en ciencias sociales. No obstante, la publicación de estudios sobre revueltas históricas y movimientos sociales, especialmente en el ámbito anglosajón y francés, dio lugar a una nueva corriente investigadora que empezó a focalizarse en estos fenómenos, abarcando también movimientos feministas, pacifistas y ecologistas. En el contexto español, a pesar de la férrea represión franquista, las ideas de protesta llegaron a diversos sectores sociales, incluyendo a trabajadores, estudiantes y movimientos de base, quienes jugaron un papel crucial en la lucha por la recuperación de las libertades democráticas.
Las movilizaciones, como las huelgas obreras y las protestas estudiantiles, se constituyeron como elementos clave en la oposición al régimen franquista. Los documentos generados por las organizaciones políticas y sindicales durante su clandestinidad resultan esenciales para comprender tanto la represión franquista como las dinámicas de activismo social. Muchos de estos archivos, conservados en el exilio, fueron recuperados tras la transición y gestionados por diversas entidades. El Ministerio de Cultura garantiza la conservación de estos fondos como parte del patrimonio documental nacional.
En este contexto, la creación del Archivo Histórico de los Movimientos Sociales busca consolidarse como una institución clave para la preservación y difusión de los documentos generados por los movimientos sociales, a fin de facilitar su utilización en el ámbito de la investigación histórica y cultural. Este archivo, que se ajusta a los marcos normativos establecidos por la legislación española, tiene como objetivo asegurar el acceso a los fondos que reflejan la evolución de los movimientos y su impacto en la historia social y política de España

## Edificio
Se encuentra en el edificio del Archivo General de la Administración, en el paseo de Aguadores número 2 de Alcalá de Henares. Incluye también el Archivo Central de Educación y el Centro de Información Documental de Archivos (CIDA).

## Características
Los documentos conservados en este archivo forman parte del patrimonio documental español, y, por tanto, se considera Bien de Interés Cultural. Por ello goza de una especial protección, amparada por un marco legislativo que garantiza su conservación, acceso y difusión, entre cuyas normas destacan: Ley 16/1985, de 25 de junio, del Patrimonio Histórico Español, que establece el régimen jurídico de protección, conservación y enriquecimiento del patrimonio histórico; Real Decreto 111/1986, de 10 de enero, por el que se desarrolla parcialmente la Ley 16/1985 o el Código Civil.
Del mismo modo, todos los ciudadanos tienen acceso a este patrimonio, en virtud de lo establecido en la Constitución Española de 1978 y la Ley 19/2013, de 9 de diciembre, de transparencia, acceso a la información pública y buen gobierno, que facilita el acceso a los documentos públicos custodiados en los archivos. No obstante, siempre previo tratamiento técnico y valoración de acceso, puesto que muchos de estos materiales contienen datos personales o materias clasificadas. 
Para la consulta de la información del archivo y de sus fondos documentales, puede consultarse el Censo-Guía de Archivos de España y de Iberoamérica.

## Fondos documentales
El AHMS custodia los siguientes fondos documentales: 
- Archivo de la Asociación de Amigos de las Brigadas Internacionales
- Archivo de la Fundación Primero de Mayo
- Centro de Investigación y Formación Feminista. Federación Provincial de Asociaciones de Mujeres Flora Tristán
- Colecciones fotográficas de Enrique Cano
- Fondo personal Fermín Ángel Solana Prellezo
- Fondo personal Juan José del Águila Torres
- Movimiento de Objeción de Conciencia
- Sindicato Unitario